# Булат, Владимир Андреевич
Владимир Андреевич Булат (1922—2008) — наводчик 76-миллиметрового орудия 175-го гвардейского Краснознамённого артиллерийско-миномётного полка 4-й гвардейской Ставропольско-Мозырской Краснознамённой кавалерийского дивизии 2-го гвардейского кавалерийского корпуса 1-го белорусского фронта, гвардии сержант. Герой Советского Союза.

## Биография

### Ранние годы
Владимир Андреевич Булат родился в селе Цекиновка в семье украинского крестьянина. В 1940 году Булат окончил школу и в сентябре того же года вступил в ряды Красной армии. В 1941 году проходил обучение в Одесском военном училище.

### Участие в Великой Отечественной войне
В 1942 году Владимир Андреевич Булат попал на фронт, где принимал участие в боевых действиях на Западном, Центральном и Брянском фронтах. В октябре 1943 года полк Булата был переведён на участок 1-го Белорусского фронта.
В составе 175-го гвардейского Краснознамённого артиллерийско-миномётного полка 4-й гвардейской Ставропольско-Мозырской Краснознамённой кавалерийского дивизии 2-го гвардейского кавалерийского корпуса Владимир Андреевич Булат принимал участие в боях за города Мендзыжеч, Сохачев, Скерневице, Лович, Лодзь, Кутно, Томашув-Мазовецкий, Гостынин, Ленчица, Хоэнзальца, Александрув-Лудзки, Аргенау, Лабишин, Бромберг, Фансбург.
Указом Президиума Верховного Совета СССР от 31 мая 1945 года за образцовое выполнение заданий командования в борьбе против немецко-фашистских захватчиков и проявленные при этом мужество и героизм Владимиру Андреевичу Булату было присвоено звание Героя Советского Союза с вручением Ордена Ленина и медали «Золотая Звезда» (№ 7087).

### После войны
В 1946 году Владимир Андреевич Булат демобилизовался и вернулся на родину. В 1950 году Булат окончил юридический институт и в дальнейшем работал в суде.
В 2005 году награждён орденом Богдана Хмельницкого II степени.
22 января 2008 года Владимир Андреевич Булат скончался. Похоронен на Центральном кладбище в Виннице.